# Омаров, Амангельды Искакович
Амангельды Искакович Омаров (1 ноября 1940, Уштобе — 8 октября 2007, Алма-Ата) — казахстанский ученый, специалист в области математической логики, доктор физико-математических наук, профессор.

## Основные даты жизни и трудовой деятельности
Родился 20 октября в г. Уш-Тобе Каратальского района Талды-Курганской области.
- 1958 г. — окончил среднюю школу в г. Уш-Тобе и поступил на первый курс физико-математического факультета пединститута в г. Усть-Каменогорске.
- 1960 г. — переведен на второй курс механико-математического факультета Новосибирского государственного университета.
- 1964 г. — окончил Новосибирский государственный университет и поступил в аспирантуру НГУ. Руководитель диссертационной темы академик АН КазССР А. Д. Тайманова.
- 1967 г. — защитил кандидатскую диссертацию на тему «Фильтрованные произведения моделей» в Специализированном совете Института математики Сибирского отделения АН СССР.
- 1967 г. — принят на работу в Казахский государственный университет старшим преподавателем кафедры алгебры.
- 1969 г. — присвоено ученое звание доцента кафедры математической логики Казахского государственного университета (КазГУ).
- 1978—1982 гг. — заведующий кафедрой алгебры и математической логики КазГУ[1].
- 1982—1985 гг. — доцент кафедры алгебры и математической логики (КазГУ).
- 1985—1994 гг. — заведующий кафедрой алгебры и математической логики (КазГУ).
- 1992 г. — защитил диссертацию на соискание ученой степени доктора физико-математических наук на тему «Р — формулы и булевы конструкции в теории моделей и универсальной алгебре» в спецсовете Института математики Сибирского отделения РАН (г. Новосибирск).
- 1993 г. — присвоено ученое звание профессора.
- 1994—1998 гг. — заведующий кафедрой геометрии, алгебры и математической логики (КазГУ).
- С 1998 г. — профессор кафедры геометрии, алгебры и математической логики КазГУ им. аль-Фараби

Скончался 8 октября 2007 года.

## Научная деятельность
Научные интересы А. И. Омарова относятся к различным областям математической логики и универсальной алгебры. У истоков этого направления стояли академик АН СССР А. И. Мальцев и академик АН КазССР А. Д. Тайманов. В его кандидатской диссертации с помощью
техники ультрапроизведений получены заново и единообразным способом многие известные результаты теории моделей (локальная теорема Мальцева и др.), найдено алгебраическое доказательство классической теоремы Эренфойхта-Мостовского (на важность упрощения доказательства этой теоремы указывал автор фундаментальной монографии «Группы автоморфизмов алгебраических систем» Б. И. Плоткин) и ряд новых результатов, усиливающих результаты М. Маккая.
Е. А. Палютин в своих исследованиях ввел новый класс формул, которые названы классом P-формул. А. И. Омаров показал, что существует всего три класса фильтрующихся формул:
1. все формулы фильтруются по ультрафильтру (теорема Лося);
2. формулы, фильтрующиеся в декартовых произведениях — мультипликативные формулы;
3. формулы, фильтрующиеся по фильтрам, содержащим безатомный элемент — P-формулы.
В докторской диссертации А. И. Омарова синтаксически описан наиболее сложно устроенный третий класс формул. Ему принадлежат более пятидесяти научных статей, большинство из которых опубликованы в центральных изданиях СССР и Казахстана. Под руководством А. И. Омарова защищены три кандидатские диссертации.
А. И. Омаровым получены фундаментальные результаты в исследовании различных конструкций, находящихся на стыке теории моделей и универсальной алгебры:
— ультрапроизведений, ультрапределов, фильтрованных произведений и степеней, обобщенных произведений, булевых произведений;
— исследовании насыщенности и эквациональной компактности моделей и связанном с ними изучении конкретных классов алгебраических систем
— булевых алгебр и дистрибутивных решеток;
— исследовании хорновых классов алгебраических систем и синтаксическом описании класса фильтрующихся формул.
А. И. Омаров имеет большие заслуги в создании отечественной школы математической логики. После Новосибирского университета он вместе с Н. Г. Хисамиевым и Т. Г. Мустафиным начинает преподавание в Казахском госуниверситете. Молодые ученые смогли привлечь в новую область науки способную молодежь. Многие выпускники КазГУ — М. Г. Перетятькин, В. П. Добрица, А. Т. Нуртазин, Б. Н. Дроботун, М. И. Бекенов, М. М. Еримбетов, Б. С. Байжанов, К. А. Мейрембеков, Б. Омаров, К. Ж. Кудайбергенов и др. стали известными специалистами по математической логике и большую роль в их становлении сыграл А. И. Омаров.
Сейчас отечественная школа математической логики получила международное признание и имеет связи с
учеными Франции, Англии, США, Германии, Италии, подкрепленные совместными научными
проектами, грантами, научным обменом, совместными научными конференциями.

## Основные публикации
1. О компактных классах моделей // Алгебра и логика. Новосибирск, 1967. — Т.6, вып. 2. — С. 49 — 60.
2. О фильтрованных произведениях моделей // Алгебра и логика. — Новосибирск, 1967. Т. 6, вып. 3. — С.77 — 90.
3. Фильтрованные произведения в теории моделей // Тезисы 8-го Всесоюз. коллоквиума по общей алгебре. г. Рига, 1967. — Рига, 1967. — С. 95
4. Насыщенность булевых алгебр // Сибир. мат. журн.- 1974. — Т.15, N 6. — С. 1414—1415.
5. О В-разделимых алгебрах // Алгебра и логика. — Новосибирск, 1986.-Т.25, N 3. — С. 315—325.
6. Некоторые замечания о многообразиях алгебр // УШ Всесоюз. конф. по математической логике, г. Москва, 1986. — М., 1986. С. 145
7. 0 локально-конечных счетно-категоричных хорновых теориях // Алгебра и логика. — Новосибирск, 1989.- Т.28, N 4.- С. 444—453.
8. Синтаксическое описание фильтрующих формул//Докл. АН СССР.- 1991.- Т. 319, N 1. — С. 58 — 60
9. Фильтрующиеся формулы // Алгебра и логика. — Новосибирск, 1991. — Т. 30, N 6. — С. 693—704
10. The syntactical descrihtion of filtered formulas // Paris 7 logique CNRS N 34 Comptes — Rendus au Colloque CNRM 27 January — February 1992. — Paris, 1992. — P. 13-15
11. Мультипликативные формулы // Алгебра и логика. — Новосибирск, 1993. — Т.32, N 2. С. 136—144

### Выступления на международных съездах, конференциях, симпозиумах
- О конечных алгебрах, порождающих счетно-категоричные хорновые классы П // IX Всесоюз. конф. по математической логике. 1989 г., г. Ленинград. — Л., 1989.
- О сепарабельных алгебрах // Тез. 18 Всесоюз. конф. по алгебре, г. Кишинев, 1985.- Кишинев, 1985
- Универсальность булевых локализаций ортогонально полных систем // Советско-Французский коллоквиум. г. Караганда, 1990.- Караганда, 1990.

### Труды, изданные под редакцией А. И. Омарова
- Теория моделей: Сб. научных трудов / КазГУ им. С. М. Кирова; Редкол.: Б. С. Байжанов, К. А. Мейрембеков, У. У. Умиртаев. — Алма-Ата: Изд-во КазГУ. 1990.-136с.